# Spark SRT 05e

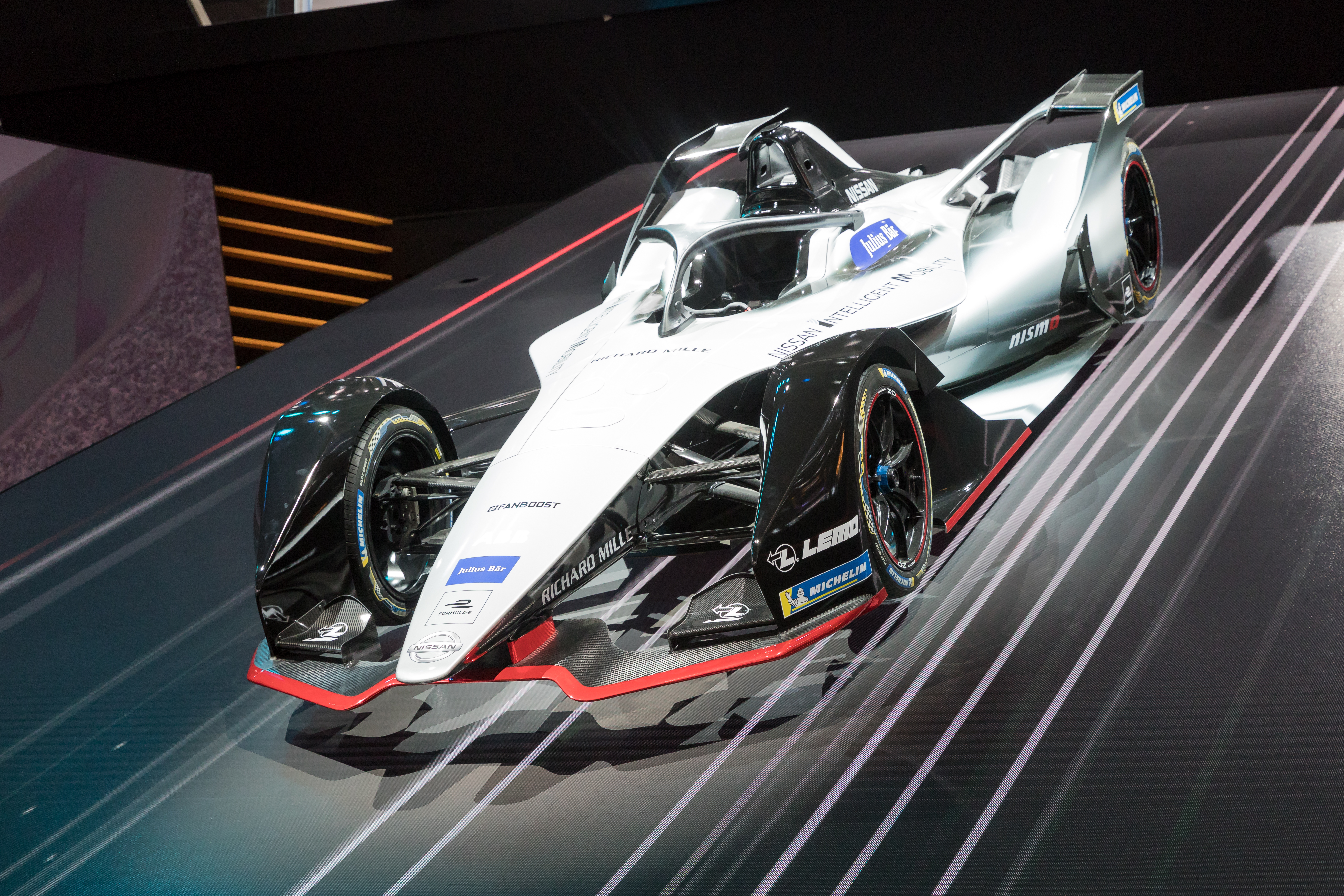
Spark SRT_05e in Nissan-Lackierung auf dem Genfer Auto-Salon 2018

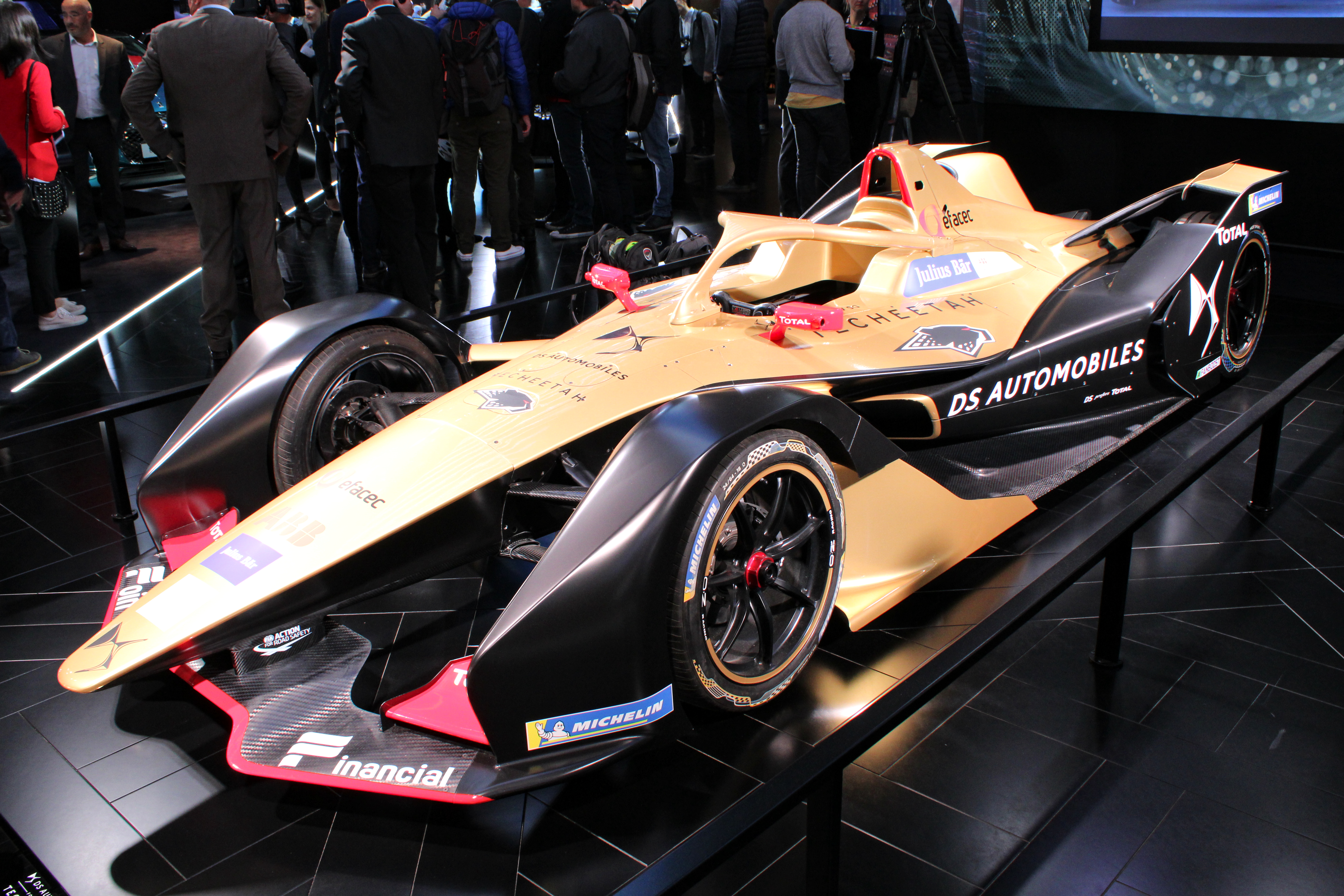
Spark SRT_05e in DS-Automobiles-Lackierung auf dem Pariser Autosalon 2018

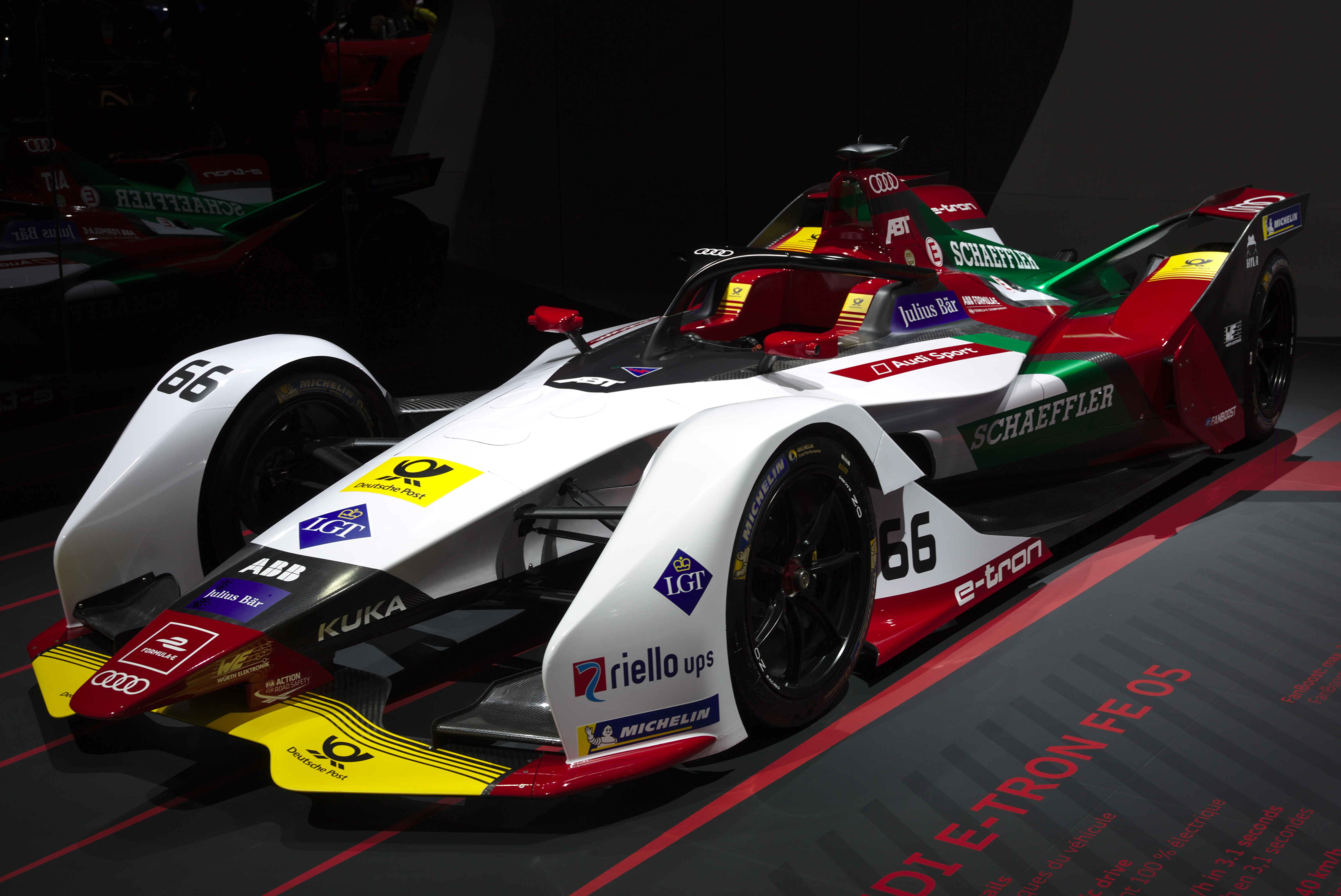
Spark SRT_05e in ABT Schaeffler-Lackierung auf dem Genfer Auto-Salon 2019

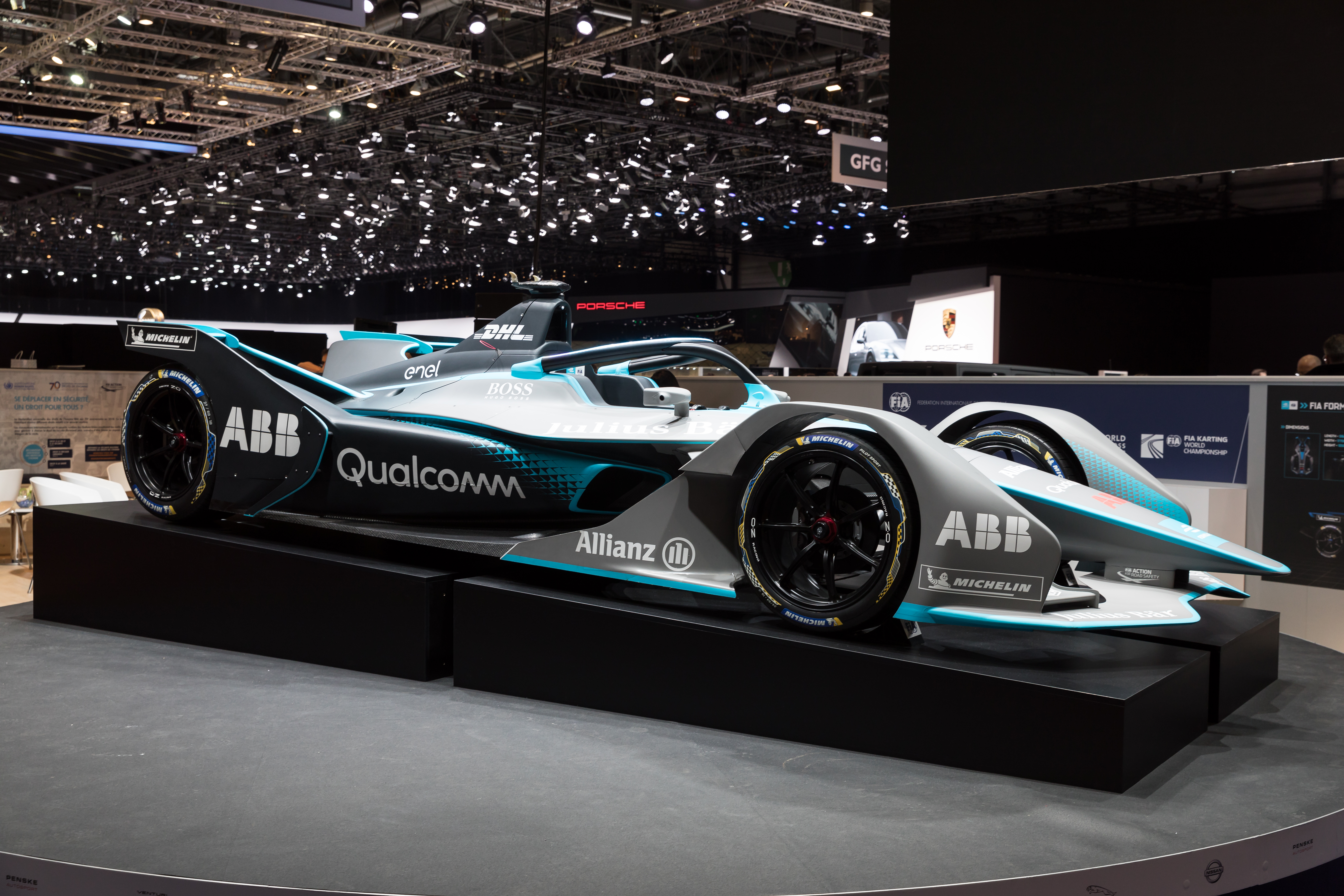
Seitenansicht

Der Spark SRT_05e, oft auch Gen2 Formula E Car oder kurz Gen2 Car, ist ein Elektrorennwagen, der für die FIA-Formel-E-Meisterschaft entworfen wurde. Er ist das zweite Fahrzeugmodell der Serie und der Nachfolger des Spark-Renault SRT_01E. Er kommt seit der FIA-Formel-E-Meisterschaft 2018/19, der fünften Saison der Serie, zum Einsatz. Das Fahrzeug wurde auf dem Genfer Auto-Salon im März 2018 erstmals der Öffentlichkeit präsentiert.

## Entwicklung
Der Spark SRT_05e ist, wie das Vorgängermodell, eine Gemeinschaftsproduktion von verschiedenen Herstellern unter dem Firmenzusammenschluss Spark Racing Technology unter Leitung von Frédéric Vasseur, einem Mitbegründer von ART Grand Prix. Der Name setzt sich aus der Abkürzung des Firmennamens SRT, der Projektnummer 05 (für die fünfte Saison der FIA-Formel-E-Meisterschaft) und einem e für „electric“ zusammen.
Dallara entwickelte das Chassis des Rennwagens, McLaren Applied Technologies (MAT), ein Tochterunternehmen der McLaren Technology Group, die Batterietechnologie. MAT kooperiert bei der Entwicklung der Batterie mit den Unternehmen Sony, das die Zelltechnologie zur Verfügung stellt, und Lucid Motors, das für das Design und die Management-Software verantwortlich ist.

## Technik und Fahrleistungen

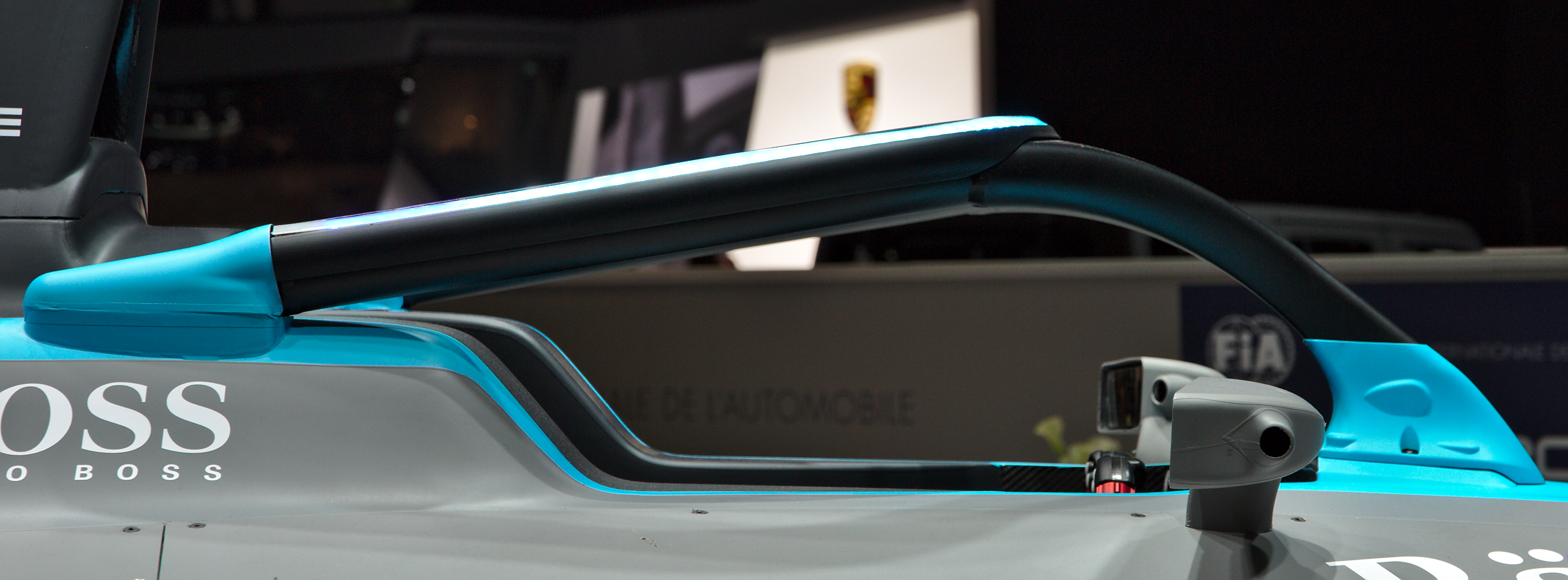
Das Halo-System bietet einen zusätzlichen Schutz für den Kopf des Fahrers

Damit in der FIA-Formel-E-Meisterschaft die Fahrzeugwechsel zur Rennhalbzeit wegfallen konnten, wurde die Batteriekapazität mit der Einführung des SRT_05e auf 54 Kilowattstunden gesteigert.
Mehrere Hersteller entwickelten einen Antriebsstrang für das Fahrzeug, die Maximalleistung ist reglementseitig im Qualifying auf 250 kW und im Rennen auf 200 kW beschränkt.
Im Gegensatz zu den meisten anderen Formelrennwagen verfügt der SRT_05e nicht über einen Heckflügel. Der benötigte Anpressdruck an der Hinterachse wird stattdessen über einen großen Diffusor erzeugt. Ein weiteres besonderes Merkmal des Fahrzeugs sind die Räder, die nicht freistehend, sondern nahezu vollständig eingehaust sind.
Wie alle seit 2018 neu vorgestellten Formelrennwagen von FIA-Serien verfügt auch der SRT_05e über ein Halo-System. Das erste Konzeptfahrzeug war noch mit einer Glasabdeckung ausgestattet, die an eine Pilotenkanzel eines Kampfflugzeugs erinnert.

## Produktion und Preis
Der SRT_05e wird den Teams zum Stückpreis von 567.300 Euro abgegeben. Dieser Betrag setzt sich aus 299.600 Euro für das Chassis, 200.000 Euro für die Batterie, 12.700 Euro für das Halo-System und 55.000 Euro Verwaltungsgebühr zusammen.
Sollte das Fahrzeug nicht mit einem selbstentwickelten Antriebsstrang eingesetzt werden, muss dieser bei einem Hersteller zum Preis von 250.000 Euro erworben werden.